# Ptychostomella papillata
Ptychostomella papillata is een buikharige uit de familie Thaumastodermatidae. Het dier komt uit het geslacht Ptychostomella. Ptychostomella papillata werd in 2003 voor het eerst wetenschappelijk beschreven door Lee & Chang. 